# Laniarius funebris
A Laniarius funebris a madarak osztályának verébalakúak (Passeriformes) rendjébe és a bokorgébicsfélék (Malaconotidae) családjába tartozó faj.

## Rendszerezése
A fajt Gustav Hartlaub német orvos és ornitológus írta le 1863-ban, a Dryoscopus nembe Dryoscopus funebris néven.

## Előfordulása
Afrika keleti részén, Dél-Szudán, Etiópia, Kenya, Ruanda, Szomália, Szudán, Tanzánia és Uganda területén honos. Természetes élőhelyei a szubtrópusi és trópusi szavannák és cserjések, valamint szántóföldek. Állandó, nem vonuló faj.

## Megjelenése
Testhossza 20 centiméter, testtömege 23-55 gramm.

## Természetvédelmi helyzete
Az elterjedési területe nagyon nagy, egyedszáma pedig stabil. A Természetvédelmi Világszövetség Vörös listáján nem fenyegetett fajként szerepel.